# Carex chihuahuensis
Espèce
Classification phylogénétique
Carex chihuahuensis est une espèce de plantes du genre Carex et de la famille des Cyperaceae.